# Parapodrilus indicus
Parapodrilus indicus är en ringmaskart som beskrevs av Westheide 1992. Parapodrilus indicus ingår i släktet Parapodrilus och familjen Dorvilleidae. Inga underarter finns listade i Catalogue of Life.